# Commission d'étude du processus constituant
La commission d'étude du processus constituant (en catalan comissió d'estudi del procés constituent) est une commission parlementaire de la XIe législature du Parlement de Catalogne. Créée en janvier 2016, elle est chargée d'animer les travaux parlementaires sur le processus de déconnexion avec l'Espagne engagé par la majorité indépendantiste.
La commission d'étude du processus constituant rend ses conclusions à l'issue de six mois de travaux, dans lesquelles elle détaille les principes et les étapes du processus constituant. Face à l'opposition de l'État espagnol, les partis de la majorité approuvent le recours à la voie unilatérale vers l'indépendance. Le vote des conclusions par le Parlement, tenu le 27 juillet 2016 malgré l'interdiction du Tribunal constitutionnel, ouvre un conflit juridique avec les autorités espagnoles.

## Contexte
La question de l'indépendance de la Catalogne est au centre du débat politique depuis 2010. Les élections législatives de 2012 ont donné une majorité à une alliance entre les nationalistes de Convergence et Union (CiU) et la gauche indépendantiste d'Esquerra Republicana de Catalunya (ERC), dont le programme commun de gouvernement prévoyait l'organisation d'une consultation d'autodétermination en 2014. Une commission parlementaire spécifique a été créée pour étudier et préparer cette consultation : la commission d'étude du droit de décider.
Les projets du gouvernement se sont heurtés à l'hostilité de l'État espagnol, de sorte que la consultation d'autodétermination a été remplacée par un « processus participatif », avec un vote symbolique organisé le 9 novembre 2014. Le président Artur Mas a ensuite dissous le Parlement pour organiser des « élections plébiscitaires », c'est-à-dire des élections législatives dont le seul enjeu est de réunir une majorité favorable à l'indépendance.
Les élections législatives du 27 septembre 2015 ont été remportées par la coalition indépendantiste Junts pel Sí (JxSí), qui dispose d'une majorité relative de 62 sièges. La gauche radicale indépendantiste de la Candidature d'unité populaire (CUP) a obtenu 10 sièges, ce qui donne aux partisans de l'indépendance une majorité au Parlement. Des négociations difficiles entre les deux formations aboutissent en janvier 2016 à un pacte qui permet l'investiture d'un gouvernement dirigé par Carles Puigdemont (JxSí). Son programme consiste à organiser un processus de déconnexion avec l'Espagne, qui doit conduire la Catalogne vers l'indépendance en dix-huit mois.

## Travaux parlementaires

### Création (janvier 2016)

Vote de la création de la commission d'étude du processus constituant, 20 janvier 2016.
Pour : 80
Contre : 51
Abstention : 0

La création de la commission sur le processus constituant est le principal sujet de débat lors de la constitution des commissions parlementaires en janvier 2016. Les groupes majoritaires, Junts pel Sí et la CUP, proposent de créer une commission législative nommée « commission sur la transition nationale et le processus constituant ». Les partis d'opposition unionistes, Ciutadans (C's), le Parti des socialistes de Catalogne (PSC) et le Parti populaire catalan (PPC), y sont hostiles. La confluence de gauche radicale Catalunya Sí que es Pot (CSQP) propose de soutenir l'initiative de la majorité, à condition qu'il s'agisse d'une commission d'étude et non d'une commission législative, et que son nom ne fasse pas référence à la « transition nationale », ce qui est accepté par les groupes de la majorité.
La création de la commission d'étude du processus constituant est approuvée par le Parlement le 20 janvier 2016, à une large majorité de 80 voix « pour » de Junts pel Sí, la CUP et CSQP, et 51 voix « contre » de C's, du PSC et du PPC.

### Mise en place (janvier-mars 2016)
La commission d'étude tient sa réunion constitutive le 28 janvier 2016. Seuls Junts pel Sí, la CUP, CSQP et le PPC y sont représentés. Ce dernier participe aux travaux dans l'unique but de s'y opposer. Les députés du PSC et de Ciutadans ont choisi de ne pas y désigner de membres. Muriel Casals (JxSí) est élue présidente de la commission, Gabriela Serra (CUP) vice-présidente, et Albano Dante Fachin (CSQP) secrétaire.
La commission d'étude a pour objet de :
- définir le caractère et le cadre général du processus constituant de la Catalogne ;
- identifier les réformes sociales, politiques et nationales nécessaires ;
- étudier les différentes structures étatiques possibles ;
- analyser les expériences comparables d'autres pays.

Le 14 février 2016, la présidente Muriel Casals meurt des suites d'un accident de la circulation. Lluís Llach (JxSí) lui succède le 8 mars, élu avec le soutien de Junts pel Sí, de la CUP et de CSQP, et avec l'opposition du PPC.
Les deuxième et troisième réunions de la commission d'étude, les 8 et 15 mars 2016, sont consacrées à la préparation de son programme de travail. JxSí, la CUP et CSQP s'accordent pour auditionner douze universitaires spécialistes de droit constitutionnel.

### Recours devant le Tribunal constitutionnel (février-mars 2016)
Le gouvernement espagnol annonce un recours contre la commission d'étude du processus constituant devant le Tribunal constitutionnel immédiatement après sa création. Il estime que le Parlement enfreint la décision du Tribunal constitutionnel qui a annulé la déclaration sur le lancement du processus d'indépendance de la Catalogne du 9 novembre 2015, en appliquant la déclaration annulée. C'est la première fois que le gouvernement déclenche la procédure de l'incident d'exécution, créée par la réforme du Tribunal constitutionnel de 2015, qui introduit la possibilité de prononcer la destitution des autorités publiques qui ne se conformeraient pas à ses décisions.
Le recours vise l'ensemble des membres de la commission d'étude, et surtout la présidente du Parlement, Carme Forcadell. Le gouvernement espagnol demande l'annulation de la création de la commission d'étude, qu'il considère comme « un acte frontal de désobéissance et une violation manifeste » de la décision du Tribunal constitutionnel, et une injonction à la présidente du Parlement et aux membres de la commission de se conformer à celle-ci, sous peine de poursuites pénales.
Le Tribunal constitutionnel déclare le recours recevable le 3 mars 2016. La procédure n'est pas suspensive.

### Auditions (avril-juin 2016)
La commission d'étude du processus constituant consacre cinq réunions à l'audition d'experts.
Les auditions commencent lors de sa quatrième réunion, le 5 avril 2016. Les députés entendent Albert Noguera, professeur de droit constitutionnel à l'université de Valence, et Ferran Requejo (ca), professeur de droit constitutionnel à l'université Pompeu Fabra de Barcelone. Ceux-ci analysent les mécanismes de participation des citoyens au processus constituant, qui se déroule en trois phases : la concertation avec les citoyens, l'élection d'une assemblée constituante chargée de rédiger un projet de constitution, et l'adoption de la constitution par référendum.
Lors de sa cinquième réunion, le 19 avril, la commission d'étude procède à l'audition de :
- Marco Aparicio Wilhelmi, professeur de droit constitutionnel de l'université de Gérone ;
- José Antonio Pérez Tapias, député du PSOE au Congrès des députés, qui défend un État espagnol fédéral et plurinational, une réforme de la Constitution espagnole, et un référendum consultatif en Catalogne sur sa relation avec l'Espagne[22] ;
- Joan Subirats, professeur de science politique à l'université autonome de Barcelone.

Lors de sa sixième réunion, le 17 mai, la commission d'étude auditionne :
- Jordi Matas, professeur de science politique à l'université de Barcelone, qui propose la réalisation d'un macro-sondage pour prendre en compte l'avis des citoyens, et souligne l'importance d'une meilleure planification du processus constituant par les autorités politiques ;
- Antoni Abat i Ninet, professeur de droit constitutionnel à l'université de Copenhague, qui défend une déclaration unilatérale d'indépendance (DUI) de la Catalogne par son Parlement, suivie d'un référendum pour la ratifier ;
- Encarna Bodelón, directrice du groupe de recherche sur les droits des femmes Antigone de l'université autonome de Barcelone, qui informe la commission sur l'importance que doit prendre la lutte contre les inégalités de genre dans la future constitution, et la participation des femmes au processus constituant.

La septième réunion, le 31 mai, est consacrée à l'audition de représentants de la plateforme Reinicia Catalunya. Celle-ci présente un processus constituant en quatre phases : deux phases de participation des citoyens, d'abord dans des débats thématiques et ensuite par la réunion d'une commission représentative de la société, et deux phases institutionnelles, avec l'élection d'une assemblée constituante et un référendum constitutionnel. La plateforme Reinicia Catalunya analyse en particulier trois options possibles pour valider les deux premières phases du processus : un multi-référendum, c'est-à-dire un référendum avec plusieurs questions posées, un macro-sondage, ou une consultation suivant le mécanisme prévu par la loi sur les consultations populaires non référendaires. La réunion a lieu en l'absence des députés de CSQP et du PPC.
La huitième réunion, le 21 juin, procède à l'audition d'un représentant de Drassanes per la República Catalana. Il défend un processus constituant où les citoyens auraient l'essentiel du pouvoir de décision, avec la réunion d'un forum social doté d'un pouvoir décisionnel.

## Conclusions (juillet 2016)

### Propositions de conclusions
La commission d'étude du processus constituant se réunit le 12 juillet pour clore ses travaux. Les groupes politiques peuvent proposer des conclusions, qui seront votées une semaine plus tard. Le rapport final de la commission doit être présenté lors de la dernière session plénière du Parlement avant l'interruption estivale, les 27 et 28 juillet.
Dans ses conclusions, Junts pel Sí évoque la possibilité d'explorer « des voies démocratiques unilatérales » vers l'indépendance, du fait de l'opposition de l'État à une solution concertée. Cette annonce intervient alors que la question d'organiser un référendum unilatéral d'indépendance (RUI) fait débat entre les partisans de l'indépendance. Les conclusions ne mentionnent cependant pas explicitement cette option.
La CUP soutient dans ses conclusions l'organisation d'un référendum unilatéral d'indépendance. Elle défend un processus qui comprend la réunion d'un forum social constituant, une consultation multiréférendaire des citoyens, l'approbation des lois de déconnexion, la tenue du RUI, l'élection d'une assemblée constituante et l'approbation de la constitution par référendum.
CSQP présente des conclusions qui critiquent le fonctionnement de la commission d'étude, accusant les groupes majoritaires d'avoir « préfiguré à l'avance » ses conclusions. Ils défendent le droit à l'autodétermination mais rejettent les voies unilatérales vers l'indépendance, c'est-à-dire la déclaration ou le référendum unilatéral d'indépendance.
Le PPC réaffirme dans ses conclusions son opposition au processus constituant et qualifie la commission d'étude d'« anomalie démocratique ».

### Approbation des conclusions
Junts pel Sí et la CUP s'accordent sur des conclusions communes. Le document comprend onze points et décrit l'organisation d'un processus constituant en trois phases :
- une phase de participation des citoyens, avec la convocation d'un Forum social constituant, comprenant des représentants de la société civile et des partis politiques, pour débattre de la future constitution sous la direction du Parlement ;
- une phase de déconnexion, avec l'approbation des trois lois de déconnexion, un « mécanisme unilatéral d'exercice démocratique », et la convocation d'une assemblée constituante ;
- une phase de ratification populaire par un référendum constitutionnel.

Le point le plus débattu est la référence, au point 7, à un « mécanisme unilatéral d'exercice démocratique ». Elle résulte d'un compromis entre Junts pel Sí et la CUP pour s'engager sur la voie de l'unilatéralité sans choisir explicitement le référendum unilatéral d'indépendance (RUI).
Les conclusions soulignent l'absence de « reconnaissance du droit à l'autodétermination du peuple catalan à l'intérieur du cadre juridique constitutionnel et légal espagnol » qui fait du processus constituant « l'unique forme possible d'exercer ce droit ». Elles proclament la légitimité du peuple catalan à « commencer un processus constituant propre, démocratique, de base citoyenne, transversal, participatif et décisionnel, avec la reconnaissance, le soutien et l'aval des institutions catalanes ». Elles font référence aux expériences comparables d'autres pays, et soulignent la volonté que le processus constituant soit consensuel au sein de la société et des institutions politiques catalanes. Enfin, elles affirment clairement le caractère de rupture des lois de déconnexion, en prévoyant que celles-ci « ne sont pas susceptibles de contrôle, de suspension ou de contestation d'aucun autre pouvoir, juge ou tribunal ».
Les conclusions sont adoptées par la commission d'étude du processus constituant le 18 juillet 2016 avec le soutien de Junts pel Sí et de la CUP. CSQP vote pour trois des onze points proposés, sur la légitimité du processus constituant, la volonté de consensus et l'inclusion de la perspective de genre. Le PPC vote contre toutes les conclusions.
Le lendemain, CSQP accuse la majorité d'avoir falsifié les conclusions de la commission d'étude. Ils déclarent que deux paragraphes approuvés à leur initiative ont été effacés du texte, et contestent la rédaction du point 7. Celui-ci prévoit l'approbation des lois de déconnexion « et un mécanisme unilatéral d'exercice démocratique » ; CSQP prétend que le texte approuvé mentionnait les lois de déconnexion « comme mécanisme unilatéral d'exercice démocratique », ce qui excluerait la tenue d'un référendum unilatéral d'indépendance.
La commission d'étude du processus constituant tient le jour même une réunion extraordinaire pour examiner à nouveau les points litigieux. Les ajouts défendus par CSQP, qui prévoyaient de proposer une réforme de la Constitution espagnole, sont rejetés, et les partis majoritaires confirment la rédaction incluant les lois de déconnexion « et un mécanisme unilatéral d'exercice démocratique ».

### Décision du Tribunal constitutionnel
Le même jour, le 19 juillet, le Tribunal constitutionnel se prononce sur la procédure d'incident d'exécution sur sa décision sur l'annulation de la déclaration de rupture du 9 novembre. Il donne raison au gouvernement espagnol en estimant que l'activité de la commission d'étude a une « coïncidence substantielle » avec la déclaration annulée, et par conséquent qu'elle n'est « absolument pas viable ». Il enjoint au Parlement le respect de la Constitution, qui interdit d'engager le processus constituant. Il donne en particulier l'obligation au bureau du Parlement « d'empêcher ou de paralyser toute initiative » en ce sens.
Le Tribunal constitutionnel ne déclare pas illégale la commission d'étude du processus constituant, mais il pose des limites à ses travaux et à ses conclusions. Il juge que le Parlement peut créer des commissions sur tout objet qu'il estime opportun, mais que cette faculté n'est « pas absolue ni illimitée ». Le Parlement peut « proposer la réforme de la Constitution » mais pas revendiquer la légitimité de modifier l'ordre constitutionnel ; au cas contraire, il « enfreindrait les lois de l'État de droit ».

### Vote du Parlement
Le bureau du Parlement décide de ne pas inscrire l'examen des conclusions de la commission d'étude du processus constituant à l'ordre du jour de la dernière session plénière avant l'interruption estivale de 2016. Il évite ainsi de désobéir à la décision du Tribunal constitutionnel et d'entrer ouvertement en conflit avec l'État espagnol. L'ordre du jour peut être modifié au cours de la séance par une majorité des députés, à la demande de deux groupes parlementaires ou d'un cinquième des députés.
Le 27 juillet, Junts pel Sí et la CUP demandent et obtiennent l'inscription à l'ordre du jour de la session plénière des conclusions de la commission d'étude. Celles-ci sont approuvées avec les voix « pour » des 72 députés de la majorité et 11 voix « contre » de CSQP. Les députés du PPC et de C's quittent l'hémicycle pour protester contre la tenue du vote, et ceux du PSC refusent d'y prendre part.

## Conséquences

### Analyse
Les conclusions de la commission d'étude du processus constituant sont importantes à plusieurs égards.
D'abord, elles entérinent le choix de la voie unilatérale vers l'indépendance. Jusqu'alors, une partie du camp indépendantiste restait attachée à l'idée d'un processus négocié avec l'État espagnol et réticente à prendre des mesures unilatérales. Le gouvernement lui-même privilégiait une solution concertée avec l'État. Les élections générales espagnoles du 26 juin 2016 changent la donne : la victoire du Parti populaire du président sortant, et la défaite de Podemos qui était le seul parti espagnol favorable à l'autodétermination de la Catalogne, éloignent la possibilité d'un référendum concerté avec l'État. En conséquence, une part croissante de la classe politique et des citoyens catalans se tournent vers la solution unilatérale, notamment vers la proposition d'un référendum unilatéral d'indépendance (RUI). Les conclusions de la commission d'étude expriment ce choix en approuvant un « mécanisme unilatéral d'exercice démocratique ».
Ensuite, les conclusions de la commission d'étude peuvent être le point de départ d'une nouvelle entente entre Junts pel Sí et la CUP. Les deux formations ont rompu leur alliance un mois plus tôt, lorsque la CUP a rejeté le projet de budget du gouvernement. Elles s'entendent à nouveau pour rédiger les conclusions de la commission d'étude, qui peuvent reconstituer la majorité autour d'une nouvelle feuille de route commune.
Enfin, le vote des conclusions par le Parlement est un acte de défi ouvert aux autorités espagnoles. Pour la première fois, le Parlement décide de passer outre une décision préalable du Tribunal constitutionnel, qui avait interdit la tenue du vote.

### Annulation et poursuites pénales
Le gouvernement espagnol saisit à nouveau le Tribunal constitutionnel d'un recours pour incident d'exécution le 29 juillet 2016. Sans surprise, le Tribunal constitutionnel suspend provisoirement la résolution du Parlement adoptant les conclusions de la commission d'étude du processus constituant à l'unanimité deux jours plus tard. Il décide également de notifier personnellement sa décision à la présidente du Parlement, Carme Forcadell, aux autres membres du bureau, au président de la Généralité, Carles Puigdemont, et à tous les membres du gouvernement, pour les avertir de leur responsabilité pénale s'ils ignoraient la suspension.
Le 6 octobre 2016, le Tribunal constitutionnel annule la résolution du Parlement. De plus, il décide d'engager des poursuites pénales contre la présidente du Parlement, Carme Forcadell, pour avoir permis le vote des conclusions de la commission par le Parlement en dépit de son interdiction.